# PTL-97轮式突击炮
PTL-97轮式突击炮是中华人民共和国的一款轮式突击炮車，采用100毫米口径滑膛炮，能发射尾翼稳定脱壳穿甲弹。在87式100毫米轮式突击炮基础上改进而来，是PTL-02轮式突击炮的原型样车。

## 历史沿革
20世纪80年代，各国在积极研制轮式战斗车辆，中国解放軍跟踪世界军备动态，1980年代中期提出了研制轮式突击炮的设想和可行性论证，1987年做出将反坦克炮装上WZ-551轮式6×6底盘上的尝试，賦予一个非正式的「87式」代號突击炮，试验了100mm和105mm兩種口径炮的車型，其中100mm炮車采用86式100毫米滑膛反坦克炮，但是未能被国家立项研制。
1991年海湾战争中法国AMX-10RC式105mm轮式突击炮表现很好，证明了轮式炮车有重量轻、成本低、机动性好的优越性，又引起了科研单位的高度关注，開始重啟項目。 1990年代台海危机，针对台灣是世界上裝甲車輛最高密度的地區，共有1900多輛裝甲車輛，解放軍意识到輪式突擊砲車輛對於可能的攻台戰役有助益，其可在公路密集環境下高速移動不須靠裝載車运输，重量又適合海運。而且在执行快速反应任务时可跟上轮式装甲车辆的速度，提供必要的直射火力支援。
經過試驗後發現WZ-551底盤較適合100mm砲，1996年12月，在87式100毫米轮式突击炮的基础上，开始新型突击炮的研制，1997年3月完成样炮，经过靶场射击试验，被定名为“PTL-97式100毫米轮式突击炮”，1997年开发成功上反火控系统装备到PTL-97。而后在PTL97轮式突击炮基础上，又经过初样炮和正样炮的研制设计，在2001年10月通过设计定型审查，正式命名为“PTL-02式100毫米轮式突击炮”。